# Riau Airlines
Riau Airlines fue una aerolínea con base en Pekanbaru en la provincia indonesia de Riau, Sumatra. Operaba vuelos regulares domésticos e internacionales. Su base de operaciones principal era el Aeropuerto Internacional Sultan Syarif Qasim II, Pekanbaru.

## Historia
La aerolínea fue fundada el 12 de marzo de 2002 y comenzó a operar en 2002. Se trata de la única aerolínea comercial de Indonesia con sede fuera de Yakarta, la capital de Indonesia. Es así mismo la única aerolínea comercial que pertenece a un gobierno municipal. La mayoría de su accionariado está en manos del Gobierno Provincial de Riau y otras provincias como Lampung, Bangka Belitung y Bengkulu. Junto a los gobiernos provinciales, algunas ciudades y regencias de Sumatera, también participan en la aerolínea.
Fue inicial creada para unir ciudades con Riau contando así con diversos aeropuertos, sin embargo ha acabado ampliando su área de actuación hasta contemplar también la isla de Sumatra. También se ha ampliado parao erar vuelos a Kalimantan en la isla de Borneo, Denpasar en Bali y Kupang en el centro de Indonesia.
En 2011 la aerolínea cesó sus operaciones.

## Destinos

### Asia

#### Sureste de Asia
- Indonesia
  - Banda Aceh - Aeropuerto Internacional Sultan Iskandarmuda
  - Batam - Aeropuerto Hang Nadim
  - Bengkulu - Aeropuerto Padangkemiling
  - Banda Aceh - Aeropuerto Internacional Sultan Iskandarmuda
  - Denpasar - Aeropuerto Internacional Ngurah Rai
  - Dumai - Aeropuerto Pinang Kampai
  - Yakarta - Aeropuerto Internacional Halim Perdanakusuma
  - Jambi - Aeropuerto Sultan Thaha
  - Pangkalankerinci - Aeropuerto de Pangkalankerinci
  - Matak - Aeropuerto de Matak
  - Medan - Aeropuerto Internacional Polonia
  - Natuna - Aeropuerto Ranai
  - Padang - Aeropuerto Internacional Minangkabau
  - Palembang - Aeropuerto Sultan Mahmud Badaruddin II
  - Pangkal Pinang - Aeropuerto
  - Pekanbaru - Aeropuerto Internacional Sultan Syarif Qasim II Hub
  - Pelalawan - Aeropuerto de Pelalawan
  - Rengat - Aeropuerto de Japura
  - Tanjung Karang - Aeropuerto Radin Inten II
  - Tanjung Pinang - Aeropuerto Kijang

- Malasia
  - Malacca - Aeropuerto Batu Berendam

## Flota

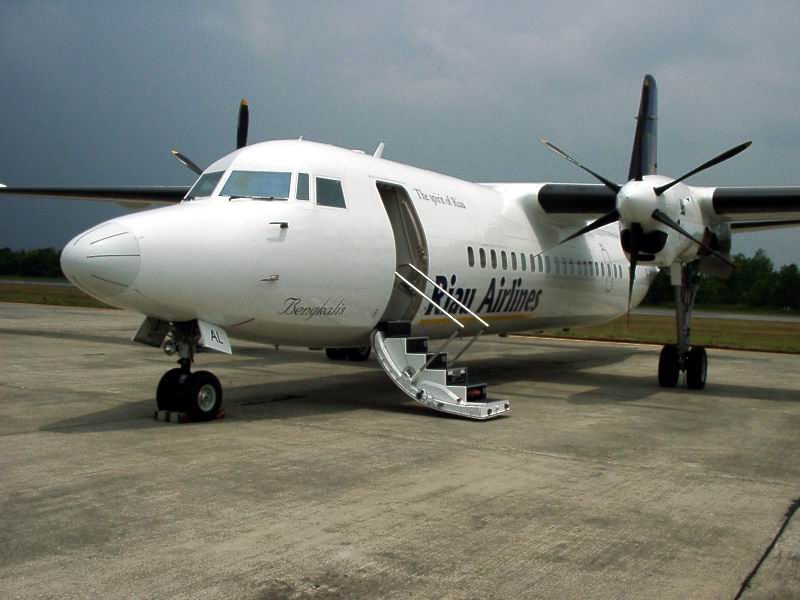

En diciembre de 2010 la flota de Riau Airlines se componía de: